# Сідні Беше
Сідні Джозеф Беше (англ. Sidney Bechet; 14 травня 1897 — 14 травня 1959) — американський джазовий саксофоніст, кларнетист і композитор.

## Біографія
Народився в Новому Орлеані в 1897 році в креольській сім'ї. Його старший брат, Леонард Віктор Беше, був штатним стоматологом і за сумісництвом тромбоністом та керівником музичного гурту. Сідні опанував кілька музичних інструментів, але спеціалізуватися вирішив на кларнеті.
Беше грав у багатьох ансамблях Нового Орлеана, виступав у парадах з духовим оркестром Фредді Кепарда, оркестром «Олімпія» та танцювальним оркестром Джона Робішо. З 1911 по 1912 рік виступав з Банком Джонсоном в гурті the Eagle Band, а в 1913–14 — з Кінгом Олівером в оркестрі Олімпія. 1919 року грав в Синкопованому оркестрі Нью-Йорка, разом з яким здійснив гастрольну подорож до Лондону. Гурт прийняли гаряче, а Беше був особливо популярним. Перебуваючи в Лондоні, він освоїв сопрано-саксофон, його гра відрізнялась широким вібрато, подібним до того, що було поширеним серед деяких кларнетистів Нового Орлеана на той час.

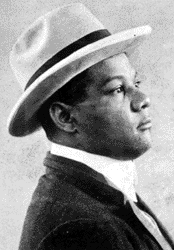
Беше в 1922 році

У 1920-х роках Беше гастролював у країнах Європи. Двічі Беше потрапляв до в'язниці — у 1922 в Лондоні через конфлікт із повією, і в 1926 в Парижі через конфлікт і перестрілку з колегою, під час якої троє людей було поранено.
У 1932 році Беше повернувся до Нью-Йорка, де очолив гурт з Томмі Ладньє.
У 1939 році Беше і піаніст Віллі «Лев» Смітли створили гурт, з яким здійснили кілька записів, пізніше визначених як латинський джаз, виконуючи традиційні Безе, рубму і гаїтянські пісні у джазовій манері. 1941 року був запрошений для записів на студії RCA Victor, де записав версію поп-пісні «The Sheik of Araby», шляхом накладення гри на шести різних інструментах: кларнеті, сопрано-саксофоні, тенор-саксофон, фортепіано, контрабасі і барабанах. Цей запис був включений в альбом LP Bechet of New Orleans 1965 року, виданий RCA Victor як LPV-510.
У 1944, 1946 та 1953 роках Сідні виступив та записувався із чиказьким джазовим піаністом та вібрафоністом Максом Міллером — ці приватні записи є частиною архіву Міллера і ніколи не видавалися. Згпдані концерти та записи описано в біографії Джона Чілтона Сідні Беше: Чарівник джазу .
У 1950 році, після сольного виступу на Паризькому джазовому ярмарку, Беше перебрався до Франції. 1951 року він одружився з Елізабет Ціглер в Антібі .

Сідні Беше (1954)

У 1953 році Сідні підписав контракт із лейблом Disques Vogue, який тривав до кінця його життя. Він записав багато відомих мелодій, зокрема «Les Oignons», «Promenade aux Champs-Elysees» та міжнародний хіт «Petit  Fleur», а також створив музику до балету в стилі пізнього романтизму під назвою La Nuit est une sorcière («Ніч — відьма»).
Беше помер у Гарші, поблизу Парижа, від раку легенів 14 травня 1959 року у свій 62-й день народження. Похований на місцевому кладовищі.
Беше для мене був уособленням джазу... Все, що він грав впродовж свого життя, було неповторним. Я щиро вважаю його найунікальнішою людиною, що була в цій музиці.
Оригінальний текст (англ.)
[Bechet to me was the very epitome of jazz… Everything he played in his whole life was completely original. I honestly think he was the most unique man ever to be in this music] Помилка: [undefined] Помилка: {{Lang}}: немає тексту (допомога): текст вже має курсивний шрифт (допомога)— Дюк Еллінгтон Епітафія на могилі Беше
Беше створив саундтреки та зіграв джазового музиканта в багатьох фільмах, зокрема Série Noire (1955), L'inspecteur connaît la musique (1956) і Ah, quelle équipe! (1957)

## Нагороди
- Зал слави журналу DownBeat, 1968 р.[13]

## Дискографія

### Сингли
- «Texas Moaner Blues», with Louis Armstrong, 1924
- «Cake Walkin' Babies from Home», with Red Onion Jazz Babies, 1925
- «Got the Bench, Got the Park (But I Haven't Got You)», 1930
- «Blues in Thirds», 1940
- «Dear Old Southland», 1940
- «Egyptian Fantasy», 1941
- «Muskrat Ramble», 1944
- «Blue Horizon», 1944
- «Petite Fleur», 1959